# Široká dolina (Niżne Tatry)

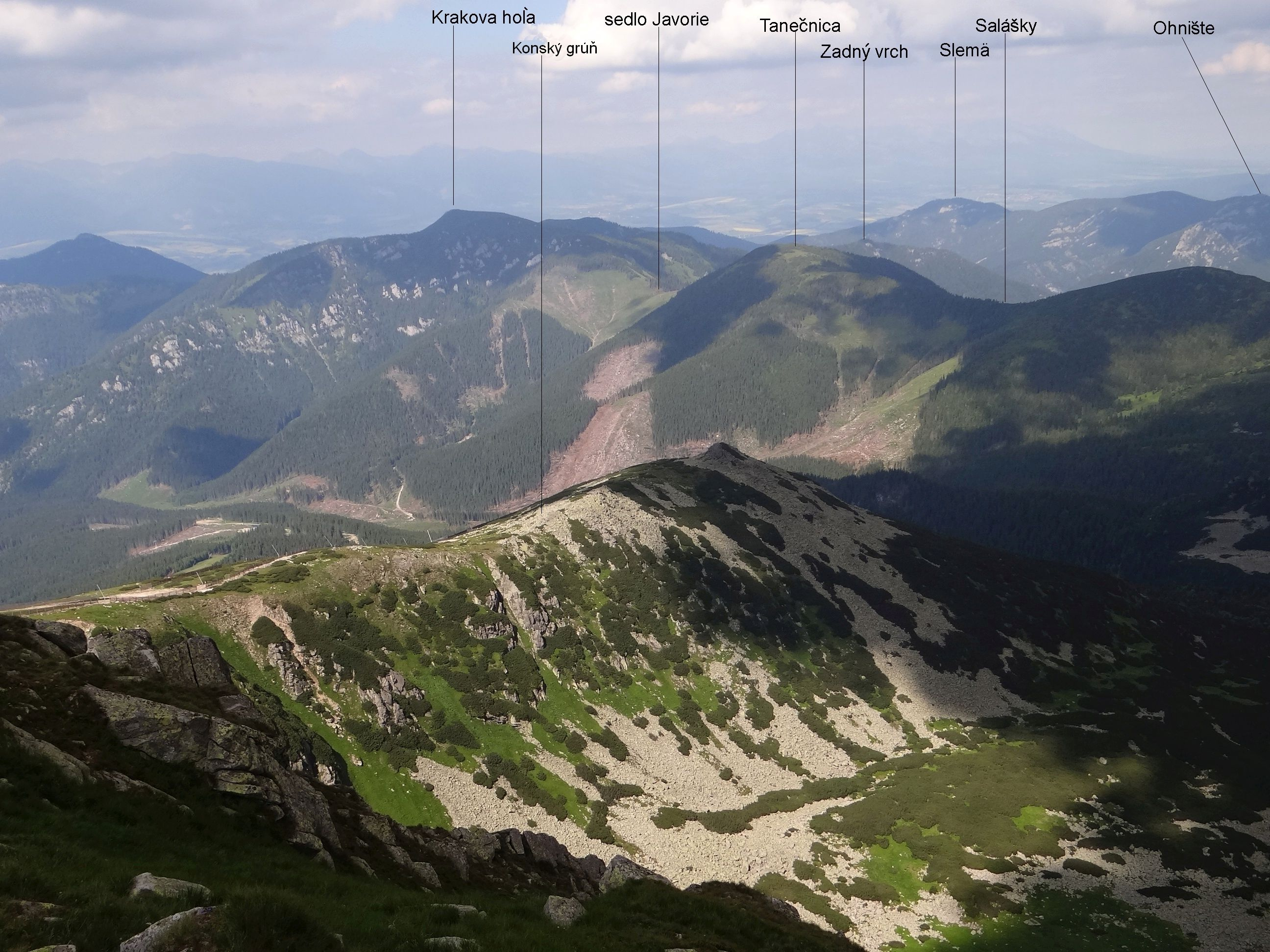
Široká dolina, widok z Chopoka

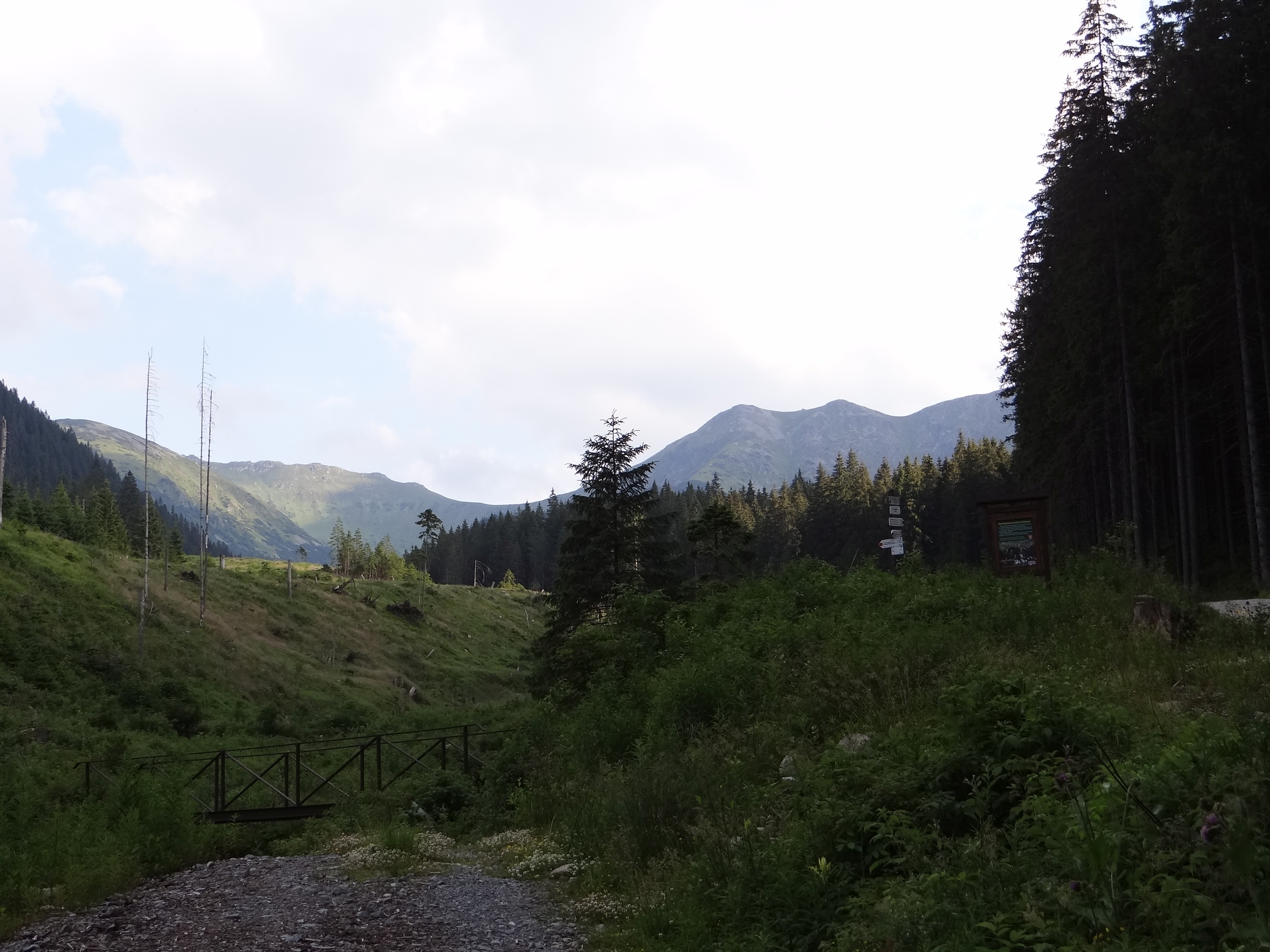
Dolna część Doliny Szerokiej (rozdroże Pod Krčahovom)

Široká dolina (w tłumaczeniu na język polski – Dolina Szeroka) – dolina w Niżnych Tatrach na Słowacji, będąca orograficznie prawym odgałęzieniem Doliny Demianowskiej (Demänovská dolina). 
Ma wylot nieco powyżej parkingu przy Demianowskiej Jaskini Wolności, górne jej zamknięcie tworzy główny grzbiet Niżnych Tatr na odcinku od Chopoka (2024 m) po Krupową Halę (Krúpova hoľa, 1922 m). Od zachodu grzbiet zbiegający w kierunku północnym z Chopoka przez Lukovą (Luková, ok. 1600 m), przełęcz Biela Púť (1118 m) i Ostredoka (1167 m) oddziela ją od drugiej odnogi Doliny Demianowskiej – doliny potoku Zadná voda. Wschodnie ograniczenie tworzy grzbiet biegnący od szczytu Krúpova hoľa na północ, przez przełęcz Javorie (sedlo Javorie, 1487 m), Krakową Halę i Pusté (1501 m).
Široká dolina jest o ok. 40% większa powierzchniowo od zachodniej odnogi Doliny Demianowskiej. Spływa nią źródłowy ciek potoku Demianówka (Demänovka). W górnej części północny grzbiet odchodzący od szczytu Konské dzieli Dolinę Szeroką na dwie odnogi. Główny ciąg, którym płynie Demianówka podchodzi pod szczyty Konské i Krúpova hoľa, drugie, zachodnie odgałęzienie to Luková dolina podchodząca pod Chopoka i Konské. W Lukovej dolinie jest cyrk lodowcowy z niewielkim jeziorkiem Lukové pliesko. W dolnej części Široká dolina ma jeszcze jedno odgałęzienie – niewielką dolinkę Krčahovo z bunkrami partyzanckimi z okresu słowackiego powstania narodowego w czasie II wojny światowej.
Široká dolina w całości znajduje się w obrębie Parku Narodowego Niżne Tatry. Jest udostępniona turystycznie; jej dnem poprowadzono 4 szlaki turystyczne, dwa następne prowadzą grzbietami ograniczającymi ją od zachodu i wschodu.
Szlaki turystyczne
  Lúčky – Pod Krčahovom – Široká dolina – Široká dolina zaver – Krúpovo sedlo. Czas przejścia: 3 h, ↓ 2 h
  Luková – Rovná hoľa – Široká dolina – Široká dolina zaver. Czas przejścia: 1.25 h, ↓ 1.35 h
  Lučky – Pod Krčahovom – przełęcz Javorie. Czas przejścia: 1.45 h, ↓ 1.30 h
  Pod Krčahovom – bunkry partyzanckie. Czas przejścia 20 min, ↓ 20 min.